# Il gioco degli avvoltoi
Il gioco degli avvoltoi (Game for Vultures) è un film del 1979, diretto da James Fargo, con protagonisti Richard Harris, Richard Roundtree, Denholm Elliott e Joan Collins. Il film è basato sul romanzo Game for Vultures di Michal Hartmann.

## Trama
Il governo statunitense intende vendere cinquanta elicotteri alla Rhodesia, che vuole adoperarli per tenere a bada i guerriglieri, ma non riesce ad aggirare il veto dell'ONU. Affida perciò l'incarico di organizzare il tutto al trafficante d'armi David Swansey, ma i guerriglieri, capitanati da Gideon Marunga, lo hanno spiato e riescono a mettere fuori uso la maggior parte degli elicotteri.

## Distribuzione
Il film è uscito nel Regno Unito il 13 settembre 1979, mentre in Italia è stato distribuito da CEIAD, il 24 novembre 1979.